# Karl Dincklage
Karl Dincklage (* 21. September 1874 in Wilhelmshaven; † 7. Oktober 1930 in Davos, Schweiz) war ein deutscher Offizier und NSDAP-Funktionär.

## Leben
Dincklage schlug eine Offizierslaufbahn in der Preußischen Armee ein und diente u. a. als Kompaniechef im 5. Rheinischen Infanterie-Regiment Nr. 65 in Köln. Während des Ersten Weltkriegs ließ er sich zur Fliegertruppe versetzen. Im Februar 1916 wurde er Abteilungsführer der Fliegerersatz Abteilung Nr. 3 und im August desselben Jahres Abteilungsführer der Feldflieger-Abteilung 1. 1918 schied er im Range eines Majors aus dem aktiven Militärdienst aus. 
Nach Kriegsende betätigte er sich politisch aktiv, zunächst als Vertreter der Deutsch-Völkischen Freiheitspartei (DVFP) im Stadtparlament von Hannover.
Bereits ab 1924 und bis 1929 leitete Dincklage in der Braunschweiger Straße 2 die „Gaugeschäftsstelle“ der Nationalsozialisten.
Im Frühjahr 1925 trug Dincklage zusammen mit Bernhard Rust aktiv zum Übertritt des gesamten hannoverschen DVFP-Landesverbandes zur neu gegründeten NSDAP bei, der er sich selbst sogleich offiziell anschloss (Mitgliedsnummer 3.377). Im März 1925 wurde Dincklage zum stellvertretenden Gauleiter sowie zum Gau-SA-Führer des neu gebildeten NSDAP-Gaues Hannover-Nord ernannt. Bis 1929 leitete er die dortige Gaugeschäftsstelle der NSDAP. 1928 wurde er durch den obersten SA-Führer Franz Pfeffer von Salomon zum Stellvertreter des Obersten SA-Führers Nord mit Dienstsitz in Hannover ernannt. In dieser Funktion, die er bis zu seinem Tode ausübte, trat er auch auf dem Nürnberger Reichsparteitag der NSDAP vom 1. bis 4. August 1929 aktiv in Erscheinung.
Dincklage wurde im Gau Hannover-Nord als der »Rucksack-Major« zu einer seinerzeit bekannten Figur, da er es verstand, als Parteiredner für die NSDAP in populärer Art und Weise die Landbevölkerung zu agitieren und erfolgreich bei Land- und Reichstagswahlen Wähler zu mobilisieren, wobei er zu seinen Auftritten häufig mit dem Fahrrad anreiste.

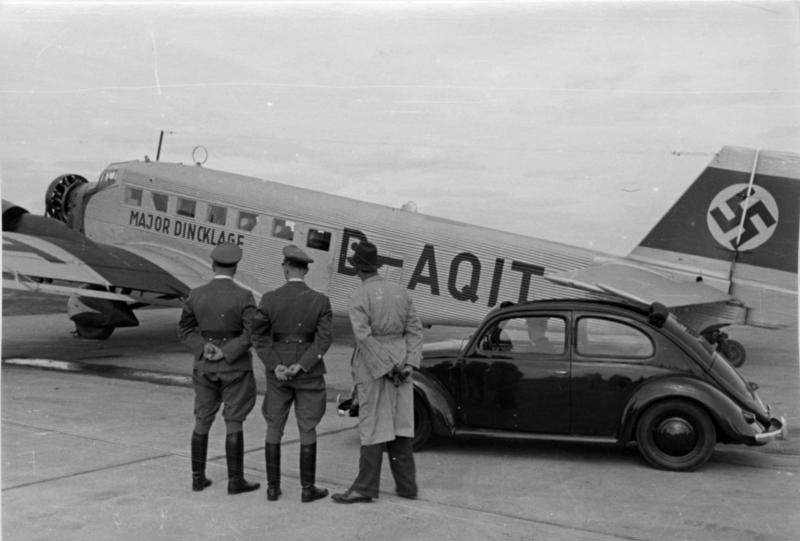
Junkers Ju 52 „Major Dincklage“ der Flugstaffel »Reichsregierung«

Dincklage starb in Davos. Die Urne mit seiner Asche wurde im Beisein Adolf Hitlers am 18. Oktober 1930 auf dem Braunschweiger Hauptfriedhof beigesetzt. Nachfolger Dincklages in der Funktion des Obersten SA-Führers Nord wurde ab Mitte Oktober 1930 der spätere Stabschef der SA Viktor Lutze.

## Nachwirkungen
Nach Dincklages Tod machten die Nationalsozialisten aus Dincklage einen „Helden der Bewegung“; so führte beispielsweise die SA-Standarte 73 (Standort Hannover) seit dem 19. Februar 1937 den Ehrennamen „Dincklage“ und in Hildesheim wurde 1935 anlässlich des zehnjährigen Bestehens des Gaues Süd-Hannover-Braunschweig der Platz Steingrube in „Karl-Dincklage-Platz“ umbenannt. In Northeim wurde die nach Richard Peters benannte Bürgermeister-Peters-Straße 1933 in Karl-Dincklage-Straße umbenannt und erhielt nach dem Krieg wieder ihren alten Namen zurück.

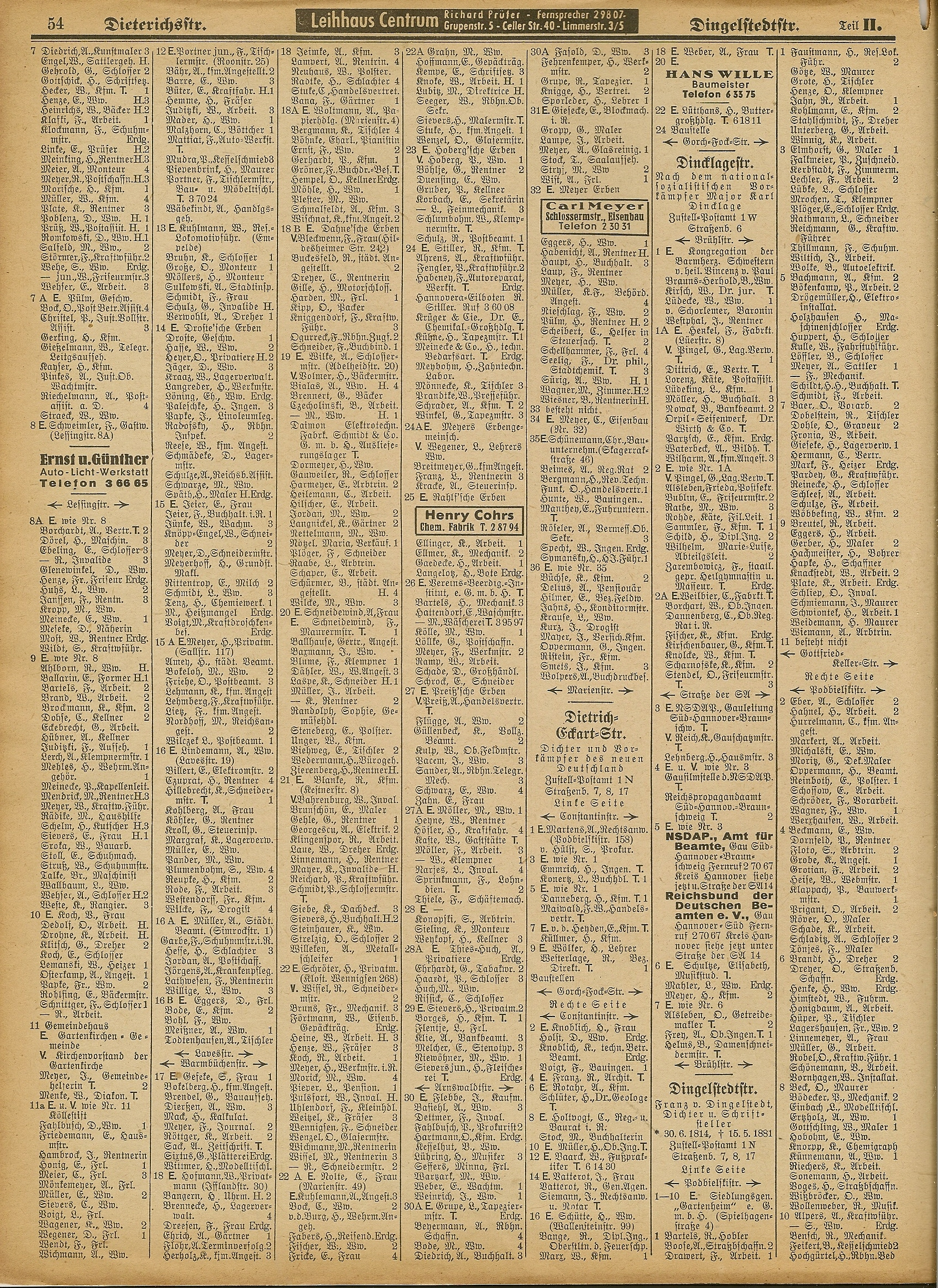
Seite aus dem Adressbuch der Stadt Hannover von 1942 mit Erläuterungen zur Dincklagestraße

„Nach dem nationalsozialistischen Vorkämpfer Major Karl Dincklage“ war im (heutigen) hannoverschen Stadtteil Mitte von 1933 bis 1945 die Dincklagestraße benannt worden, die nach 1945 Kurze Straße hieß.